# Phytocoris kiowa
Phytocoris kiowa är en insektsart som beskrevs av Stonedahl 1988. Phytocoris kiowa ingår i släktet Phytocoris och familjen ängsskinnbaggar. Inga underarter finns listade i Catalogue of Life.